# Beckmannia
Beckmannia es un género de plantas herbáceas perteneciente a la familia de las poáceas. Es originario del Norte de Eurasia y América del Norte. 

## Taxonomía
El género fue descrito por Nicolaus Thomas Host y publicado en Icones et Descriptiones Graminum Austriacorum 3: 5. 1805. La especie tipo es: Beckmannia eruciformis (L.) Host 
Etimología
Beckmannia: nombre genérico que fue nombrado en honor de Johann Beckmann.
Citología
El número cromosómico básico del género es x = 7, con números cromosómicos somáticos de 2n = 14 (generalmente), o 16. 2 ploide. Cromosomas relativamente «grandes».

## Especies
- Beckmannia eruciformis (L.) Host
  -     - Beckmannia eruciformis subsp. baicalensis (I.V. Kusn.) Hultén

  - Beckmannia eruciformis var. baicalensis I.V. Kusn.
    - Beckmannia eruciformis subsp. borealis Tzvelev

  - Beckmannia eruciformis var. eruciformis
  - Beckmannia eruciformis var. minor (Paczeski) Kuznezow
  - Beckmannia eruciformis var. ramosa (Paczoski) Kuznezow
    - Beckmannia eruciformis subsp. syzigachne (Steud.) Breitung

  - Beckmannia eruciformis var. uniflora Scribn. ex A. Gray
- Beckmannia syzigachne (Steud.) Fernald
  -     - Beckmannia syzigachne subsp. baicalensis (I.V. Kusn.) Hultén
    - Beckmannia syzigachne subsp. hirsutiflora (Roshev.) Tzvelev

  - Beckmannia syzigachne var. hirsutiflora Roshev.
    - Beckmannia syzigachne subsp. syzigachne

  - Beckmannia syzigachne var. syzigachne
  - Beckmannia syzigachne var. uniflora (Scribn. ex A. Gray) B. Boivin